# Église de la Nativité-de-Saint-Jean-Baptiste de Subotište
Pour les articles homonymes, voir Église Saint-Jean-Baptiste.
L'église de la Nativité-de-Saint-Jean-Baptiste de Subotište (en serbe cyrillique : Црква Рождества Светог Јована у Суботишту ; en serbe latin : Crkva Roždestva Svetog Jovana u Subotištu) est une église orthodoxe serbe située à Subotište, dans la province de Voïvodine, dans le district de Syrmie et dans la municipalité de Pećinci en Serbie. Elle est inscrite sur la liste des monuments culturels de grande importance de la république de Serbie (identifiant no SK 1276).

## Présentation

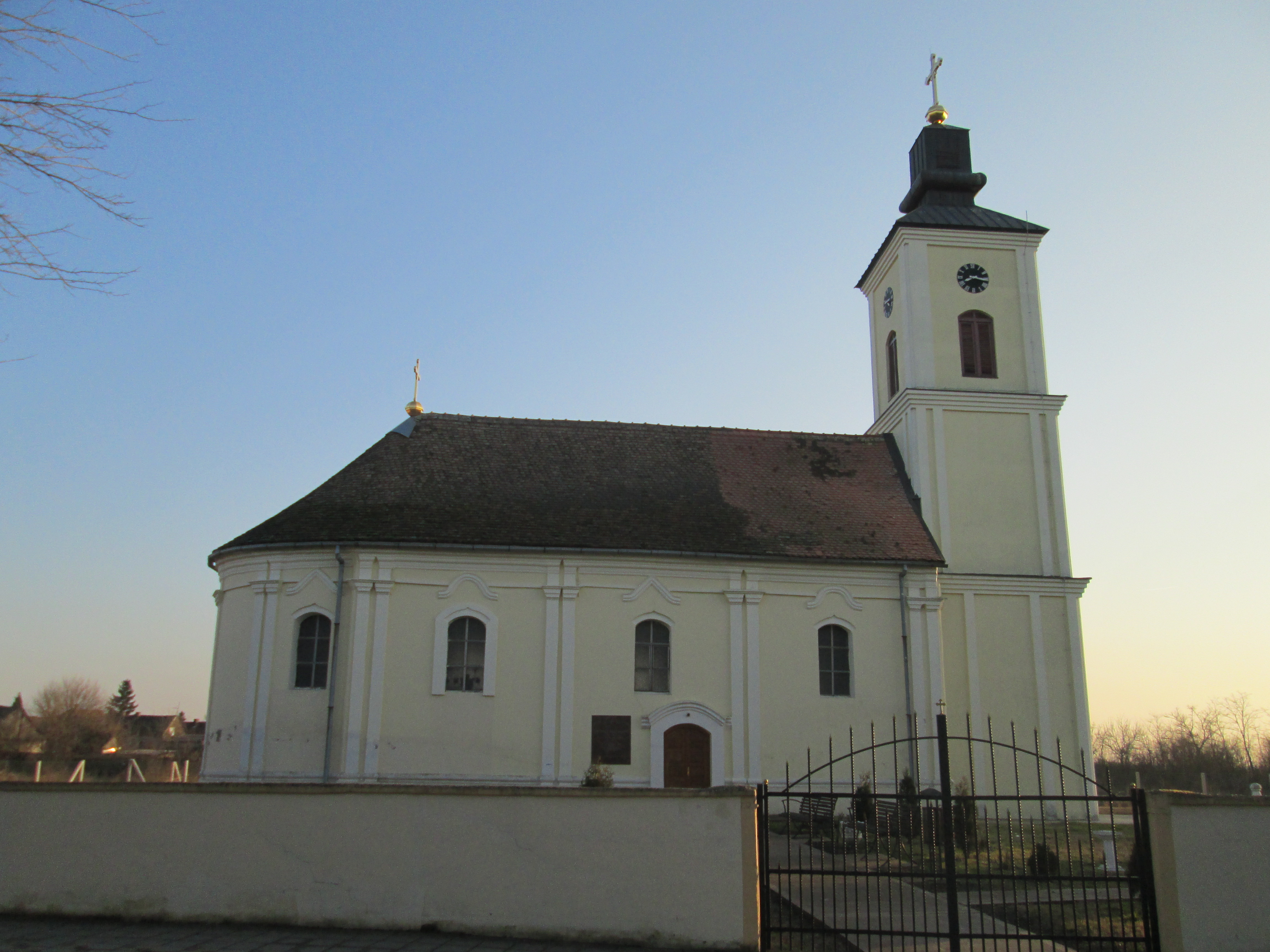
Autre vue de l'église.

L'église, dédiée à la Nativité de saint Jean-Baptiste, a été construite en 1797. Elle est constituée d'une nef unique prolongée par une abside demi-circulaire ; la façade occidentale est dominée par un clocher détruit en 1945 et totalement reconstruit en 2005. Les façades sont rythmées horizontalement par une plinthe et par une corniche moulurée courant en-dessous du toit ; sur le plan vertical, des pilastres encadrent des ouvertures deux à deux ; au nord, le porche d'entrée est doté d'une porte à deux vantaux ornés de motifs floraux baroques stylisés.
L'iconostase, sculptée par Eduard Vladarša de Sremska Mitrovica, est décorée de feuilles d'acanthe, de feuilles de chêne et de fleurs ; les icônes qu'elle abrite sont l'œuvre d'un artiste inconnu.

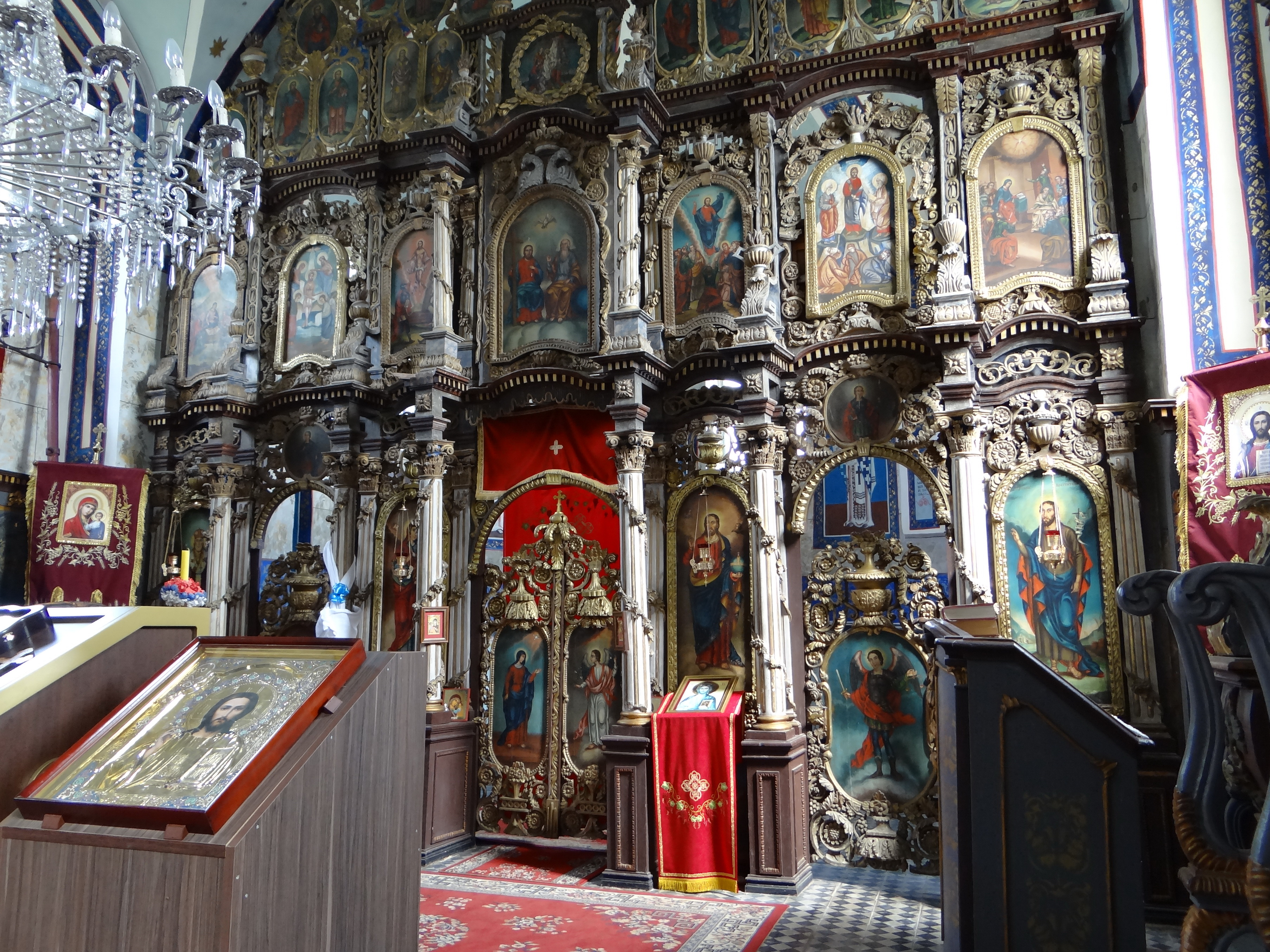
L'iconostase.